# Hans Georg Ahrens
Hans Georg Ahrens, auch Hans-Georg Ahrens, (* 4. Juli 1944 in Hitzacker) ist ein deutscher Opernsänger (Bassbariton).

## Leben
Ahrens studierte an der Berliner Hochschule für Musik und darstellende Kunst bei Professor G. Wilhelms. Sein erstes Engagement führte ihn an die Städtischen Bühnen Mainz. Weitere Engagements in Augsburg und Kassel folgten. Seine Erfolge führten ihn schließlich 1978 an das Opernhaus Kiel. Seit dieser Zeit nahm er auch an zahlreichen Schallplattenaufnahmen und Radio-Live-Sendungen teil.
Seit 1994 war Ahrens Universitätslektor für den Bereich Gesang an der Christian-Albrechts-Universität Kiel und seit 2002 an der Universität Flensburg, singt aber weiterhin große Bass-Rollen am Theater in Kiel, wo er 1998 zum Kammersänger ernannt wurde.